# Мартоноська волость
Мартоноська волость — історична адміністративно-територіальна одиниця Єлизаветградського повіту Херсонської губернії із центром у селі Мартоноша.
Утворена наприкінці 1880-х років перетворенням Кам'янської та частини Новомиргородської волості.
За даними 1894 року у волості налічувалось 16 поселень, 1265 дворових господарств, населення становило 6944 особи.